# Thekla Brun-Lie
Thekla Brun-Lie (Oslo, 2 settembre 1992) è un'ex biatleta norvegese.

## Biografia
In Coppa del Mondo ha esordito il 7 febbraio 2015 a Nové Město na Moravě (70ª nella sprint) e ha ottenuto la sua prima vittoria il 1º dicembre 2018 a Pokljuka (1ª nella single mixed in coppia con Lars Helge Birkeland). In carriera non ha mai preso parte a rassegne olimpiche o iridate.
Ha annunciato il ritiro ad agosto 2020.

## Palmarès

### Mondiali juniores
- 1 medaglia:
  - 1 oro (staffetta a Kontiolahti 2012)

### Mondiali giovanili
- 2 medaglie:
  - 2 ori (staffetta a Torsby 2010, individuale a Nové Město na Moravě 2011)

### Europei
- 1 medaglia:
  - 1 oro (single mixed a Val Ridanna 2018)

### Europei juniores
- 1 medaglia:
  - 1 oro (staffetta mista a Osrblie 2012)

### Coppa del Mondo
- 1 podio (a squadre):
  - 1 vittoria

#### Coppa del Mondo - vittorie
| Data             | Località | Nazione  | Specialità                     |
| ---------------- | -------- | -------- | ------------------------------ |
| 1º dicembre 2018 | Pokljuka | Slovenia | SMX (con Lars Helge Birkeland) |

Legenda:

SMX= single mixed